# Интеграл Зиверта

График интеграла Зиверта при различных θ

Интеграл Зиверта (интегральный секанс) — специальная функция, возникающая в задачах о распространении излучения от протяжённого источника. Назван по имени шведского физика Рольфа Зиверта, который ввёл его в 1921 году. Она представляет собой неберущийся интеграл:
{\displaystyle F(\theta ,x)=\int _{0}^{\theta }{e^{-x\cdot \sec \varphi }}\,d{\varphi }}
Полный интеграл Зиверта связан с интегралом функций Бесселя {\displaystyle \operatorname {Ki} }:
{\displaystyle F\left({\frac {\pi }{2}},x\right)=\operatorname {Ki} _{1}(x)=\int _{x}^{\infty }K_{0}(t)\,dt}
где {\displaystyle K_{0}(x)} — функция Макдональда.
Существует два обобщения интеграла Зиверта:
{\displaystyle F_{a}(\theta ,x)=x^{a}\int _{0}^{\theta }{e^{-x\cdot \sec \varphi }}\cdot \sec ^{a}{\varphi }\,d{\varphi }}
{\displaystyle F_{a}(\theta ,x,y)=x^{a}\int _{0}^{\theta }{e^{-x\cdot \sec \varphi }}\cdot (\sec \varphi )^{a}\cdot (\operatorname {tg} \varphi )^{2y-1}\,d{\varphi }}
где {\displaystyle a\geqslant 0,x>0,0<\theta \leqslant {\frac {\pi }{2}}}